# Airyanem Vaejah
Airyanem Vaejah o Airyanem Vaejo (nell'avestico: Airyanəm Vaēǰah; in persiano medio: Ērānwēz; in persiano contemporaneo: Irānwēj; in partico: Aryānwēžan, ossia "Terra/Luogo degli Ariani") sarebbe la terra d'origine dei primi Iraniani di cui si parla nell'Avestā zoroastriano  (Vendidad, Farg. 1) come una delle sedici terre perfette dell'Ahura Mazdā.

## Etimologoia e termini correlati
Il termine avestico Airyanəm Vaējah è formato dal genitivo plurale di airya ("ariano", nel senso storico di "perfetto", "notabile") e dal lemma vaējah (il cui nominativo, spesso utilizzato, è vaējō). Il significato di vaējah non è certo. Potrebbe essere correlato al sanscrito vedico vej/vij, suggerendo la regione di un fiume che scorre veloce. È stato anche interpretato, da alcuni, come "seme" o "germe". L'Avestico airya è etimologicamente legato all'antico persiano ariya.
Il termine correlato antico iraniano *aryānām xšaθra- è all'origine del termine persiano "Iran", via persiano medio Ērān-shahr e Ērān, durante il periodo sasanide.

## Concetti storici
L'ubicazione storica dell'Airyanem Vaejah è ancora incerta. Nel primo capitolo del Vendidad vi è un elenco di sedici paesi, e alcuni studiosi credono che l'Airyanem Vaejah fosse al nord di tutti questi. Michael Witzel, studioso dell'Università di Harvard, sostiene che l'Airyanem Vaejah si trovava al centro di queste terre, al centro dell'altipiano Afghano (intorno alla provincia di Bamiyan). Bahram Farahvashi e Nasser Takmil Homayoun sostengono che l'Airyanem Vaejah aveva probabilmente il proprio centro nella Corasmia, una regione che è oggi divisa tra diverse repubbliche dell'Asia centrale. Elton L. Daniel, storico dell'Università delle Hawaii, allo stesso modo crede che la Corasmia fosse "la più probabile" sede di origine del popolo dell'Avesta, e Ali-Akbar Dehkhoda una volta definì la Corasmia "la culla delle tribù arie". Shrikant G. Talageri, nel suo libro The Rigveda: A Historical Analysis, ipotizzò che l''Airyam Vaejah potesse essere ubicato nel Kashmir.
David W. Anthony nel suo libro The Horse, the Wheel and Language sostiene che l'Airynem Vaejah si trovasse lungo il corso medio e basso del fiume Volga, nella zona della cultura di Poltavka del 2700 - 2100 a.C., e della cultura di Abaševo del 2500-1900 a.C., i cui abitanti avrebbero poi sviluppato la cultura di Sintashta del 2200-1600 a.C. e quindi la cultura di Andronovo del 2000-900 a.C. Queste ultime due erano localizzate nell'odierna Russia meridionale.